# Karl Reinhold von Köstlin

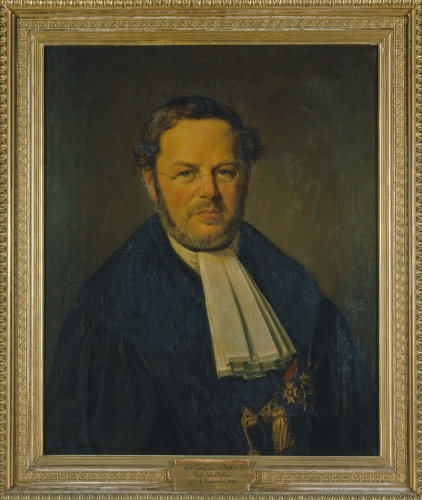
Karl Reinhold von Köstlin (Porträt von Roland Risse in der Tübinger Professorengalerie)

Karl Reinhold Köstlin, ab 1877 von Köstlin, (* 28. September 1819 in Urach; † 11. April 1894 in Tübingen) war ein deutscher evangelischer Theologe, Ästhetiker und Literaturhistoriker. Als Theologe wird er der Tübinger Schule zugerechnet.

## Leben
Karl Reinhold von Köstlin, Sohn des Professors und nachmaligen Ephorus des Evangelisch-theologischen Seminars in Bad Urach Karl Wilhelm Gottlieb von Köstlin und der Johanne Luise Süskind (1796–1874), wurde 1833 in das Evangelische Seminar Blaubeuren aufgenommen und bezog als Primus seines Jahrgangs im Herbst 1837 das Evangelische Stift und die Universität Tübingen zum Studium von Philosophie und Theologie. Hier gehörte er zum Schülerkreis von Ferdinand Christian Baur und schloss Lebensfreundschaften mit den Philosophen Karl Christian Planck und Albert Schwegler, deren hinterlassenen Werke er später herausgab. Für seine Studie über den Johanneischen Lehrbegriff erhielt Köstlin 1841 den Preis der Evangelischen Fakultät und legte im September desselben Jahres das erste theologische Examen mit Auszeichnung ab. Noch im gleichen Jahr gehörte er zusammen mit acht Kommilitonen zu den Stiftern der Verbindung Nordland, der Mutterverbindung der Verbindung Normannia Tübingen. 
Im Mai 1842 amtierte er als Vikar in Unterlenningen. Nach seiner Kandidatenreise (Oktober 1842 bis September 1843), die ihn nach Berlin, Dresden, Wien und München geführt hatte, übernahm Köstlin eine Repetentenstelle (Aufsichtslehrer) am Seminar Blaubeuren und im April 1846 am Ev. Stift Tübingen, wo er zum Wintersemester 1846/47 mit Privat-Vorlesungen zur „Geschichte der philosophischen Moral“ begann. Im Jahre 1849 wurde er zum Dr. phil. promoviert und Privatdozent an der Evangelisch-theologischen Fakultät, 1853 außerordentlicher Professor. Damit hatte Köstlin unter allen Baur-Schülern im theologischen Fach den höchsten Rang innerhalb Württembergs erreicht. In Nachfolge von Friedrich Theodor Vischer, in dessen Aesthetik er den fünften Band über die Musik (1856) bearbeitet hatte, übernahm Karl Köstlin 1858 den Lehrstuhl für Ästhetik und Kunstgeschichte an der Philosophischen Fakultät, 1863 wurde er Ordinarius. Als solcher setzte er sich besonders für Goethes Faust, der unter den Germanisten seinerzeit nicht unumstritten war, Friedrich Hölderlin (erste historisch-kritische Werkausgabe) und die Musik Richard Wagners ein. Auch veranlasste er 1876 den Verlag Breitkopf & Härtel, in der neuen Gesamtausgabe der Werke Mozarts den zweiten Vornamen des Komponisten nicht mehr wie bislang üblich Amadé, sondern Amadeus zu schreiben, was sich dann allgemein durchsetzte. Bei der Enthüllung des Tübinger Uhlanddenkmals am 14. Juli 1873 hielt Karl Köstlin die Festrede, das vierhundertjährige Universitätsjubiläum 1877 beging er als Dekan der Philosophischen Fakultät.
Köstlins tiefes Schwäbisch war berüchtigt und sein Diktum Der schenschte Gegenschtand der bildenden Kunscht ischt der Bruschtkaschten der Venus von Milo wurde in Württemberg sprichwörtlich. Der augenfällige Gegensatz zwischen der physischen Erscheinung und der geistigen Qualität des Tübinger Gelehrten wurde immer wieder hervorgehoben, und bewog Professor Edmund Pfleiderer, Köstlin in seiner Grabrede zum Schwäbischen Sokrates zu stilisieren, der nach Aussen unscheinbar, ja absonderlich, im Innern einen reichen Schatz, eine Fülle des Schönen und Guten barg.
In seinem stattlichen 1036 Seiten umfassenden Hauptwerk Aesthetik bietet Karl Köstlin eine systematische Zusammenstellung der konkreten Schönheitsformen, wie sie in der Natur und in der Kunst begegnen, wobei er die Frage nach dem Schönen psychologisch zu beantworten versucht. Ohne deren Verdienste zu leugnen, war er bestrebt, von der damals vorherrschenden idealistisch-spekulativen zu einer realistisch-psychologischen Auffassung des Schönen zu gelangen: Die Ästhetik führt überall, wo man sie anfasst, auf die Psychologie zurück.

## Ehrungen
- 1877 Ritter 1. Klasse des Königlich Bayerischen Verdienstordens vom Heiligen Michael
- 1877 Ritter 1. Klasse des Orden der Württembergischen Krone, mit dem der persönliche Adel verbunden war
- 1891 Dr. theol. h. c. der Evangelisch-theologischen Fakultät der Universität Jena

## Schriften (Auswahl)
- Der Lehrbegriff des Evangeliums und der Briefe Johannis und die verwandten neutestamentlichen Lehrbegriffe, Berlin 1843.
- Der Ursprung und die Komposition der synoptischen Evangelien, Stuttgart 1853.
- Göthe's Faust, seine Kritiker und Ausleger, Tübingen 1860.
- Sendschreiben an Herrn Professor Heinrich Düntzer in Köln, Tübingen 1861.
- Fichte. Ein Lebensbild. Rede am 19. Mai 1862 zu Tübingen gehalten, Tübingen 1862.
- Hegel in philosophischer, politischer und nationaler Beziehung für das Volk dargestellt, Tübingen 1870.
- Aesthetik, Tübingen 1869.
- Richard Wagner's Tondrama: Der Ring des Nibelungen, Seine Idee, Handlung und musikalische Komposition, Tübingen 1877
- Über den Schönheitsbegriff, Tübingen 1878.
- Die Ethik des classischen Alterthums. Erste Abtheilung: Die griechische Ethik bis Plato, Tübingen 1887 (Neudruck Aalen 1975)
- Prolegomena zur Ästhetik, Tübingen 1889.
- (Bearb. u. Hrsg.): Albert Schwegler: Geschichte der Philosophie im Umriß, Stuttgart 3. Aufl. 1857; 4. Aufl. 1861.
- (Bearb. u. Hrsg.): Albert Schwegler: Geschichte der griechischen Philosophie, Tübingen 1859; 2. Aufl. 1870; 3. Aufl. 1882; 2. Ausgabe, Freiburg/Br. 1886.
- (Hrsg.): Karl Christian Planck: Testament eines Deutschen, Tübingen 1881; 3. Aufl. Jena 1925; (Auszüge) Ulm 1954.
- (Hrsg.): Dichtungen von Friedrich Hölderlin. Mit biographischer Einleitung, Tübingen 1884.